# Cirebon
Cirebon je jediné pobřežní město ležící v indonéské provincii Západní Jáva. Leží na severním pobřeží ostrova Jáva a v roce 2024 zde žilo přibližně 345 tisíc obyvatel. Město se nachází asi 40 kilometrů západně od hranice se Střední Jávou a asi 297 kilometrů východně od Jakarty.
Město bylo v minulosti hlavním městem Cirebonského sultanátu. Ve městě žijí převážně Sundánci a Javánci, řada obyvatel hovoří dialektem, který kombinuje oba jazyky těchto etnik (sundštinu a javánštinu). Město obývá také významná menšina Číňanů. Město leží v oblasti s tropickým monzunovým podnebím.